# Ріхард Бер
Ріхард Бер (нім. Richard Baer; 9 вересня 1911, Флос, Верхній Пфальц, Німецька імперія — 17 червня 1963, Франкфурт-на-Майні, ФРН) — штурмбанфюрер СС, комендант концтаборів Аушвіц 1 і Міттельбау.

## Біографія
У 1930 році 19-річний Бер, який працював кондитером, вступив в НСДАП (партійний квиток № 454 991), а в 1932 році — в СС (службове посвідчення № 44 225). З 1933 року він служив охоронцем в концтаборі Дахау, потім в Оранієнбурзі, а в кінці 1934 був переведений в сумнозвісний берлінський концтабір Колумбія.
З 1937 року командував взводом в концтаборі Заксенгаузен. З 1938 року обіймав ту саму посаду в Бухенвальді, а в 1940—1941 роках — в концтаборі Ноєнгамме .
Потім служив в окупаційних військах у Франції, а влітку 1942 року знову в Ноєнгамме — вже на посаді ад'ютанта. Тут він брав участь у вбивствах радянських військовополонених в спеціальних газових камерах, а також у відборі ув'язнених, згодом убитих в ході проведення так званої «Акції 14f13» в рамках програми по евтаназії. З листопада 1942 по травень 1944 року Бер був ад'ютантом Освальда Поля в Головному адміністративно-господарському управлінні СС.
19 травня 1944 Генріх Гіммлер призначив Бера комендантом концтабору Аушвіц. Бер змінив на цій посаді Артура Лібегеншеля, звільненого за зайву м'якість до ув'язнених.
Після «евакуації» Аушвіца Бер, дослужився до того часу до штурмбанфюрера СС, на початку лютого 1945 року змінив Отто Фьоршнера на посаді коменданта концтабору Міттельбау в тюрінзькому Нордгаузені. Разом з ним в Міттельбау прийшло більшість керівництва Аушвіца, наприклад, Франц Гьосслер, який займав в Аушвіці посаду шутцгафтлагерфюрера. На посаді коменданта Міттельбау Бер проводив масові повішення радянських військовополонених.
В кінці війни Бер зник, поселившись під Гамбургом під ім'ям Карла Егона Ноймана, де влаштувався працювати лісником в Заксенвальді. Коли в жовтні 1960 року за результатами розслідування злочинів в Аушвіці був виданий ордер на арешт Бера і його фотографія була опублікована в газетах, він працював в маєтку князя Отто фон Бісмарка. Бера видав один з його колег, який побачив його фотографію в газеті Bild. 20 грудня Бер був заарештований прямо в прилеглому до маєтку лісі. Як з'ясувалося, його дружина, разом зі своїми батьками складалася на обліку в поліції гамбурзького району Бергедорф, знала про місцезнаходження Бера і часом проживала у нього в Дассендорфі. За порадою свого адвоката Бер відмовився давати будь-які свідчення у справі.
Пробувши в слідчому ізоляторі більше двох з половиною років, Бер помер від серцевого нападу.

## Звання
- Унтерштурмфюрер СС (11 березня 1938)
- Штурмбаннфюрер СС (21 червня 1944)

## Нагороди
- Кільце «Мертва голова»
- Почесний кут старих бійців
- Почесна шпага рейхсфюрера СС
- Німецька імперська відзнака за фізичну підготовку
- Медаль «У пам'ять 13 березня 1938 року»
- Медаль «У пам'ять 1 жовтня 1938»
- Золотий партійний знак НСДАП
- Залізний хрест 2-го і 1-го класу
- Хрест Воєнних заслуг 2-го класу з мечами
- Медаль «За зимову кампанію на Сході 1941/42»
- Нагрудний знак «За поранення» в чорному
- Штурмовий піхотний знак в бронзі

## Галерея

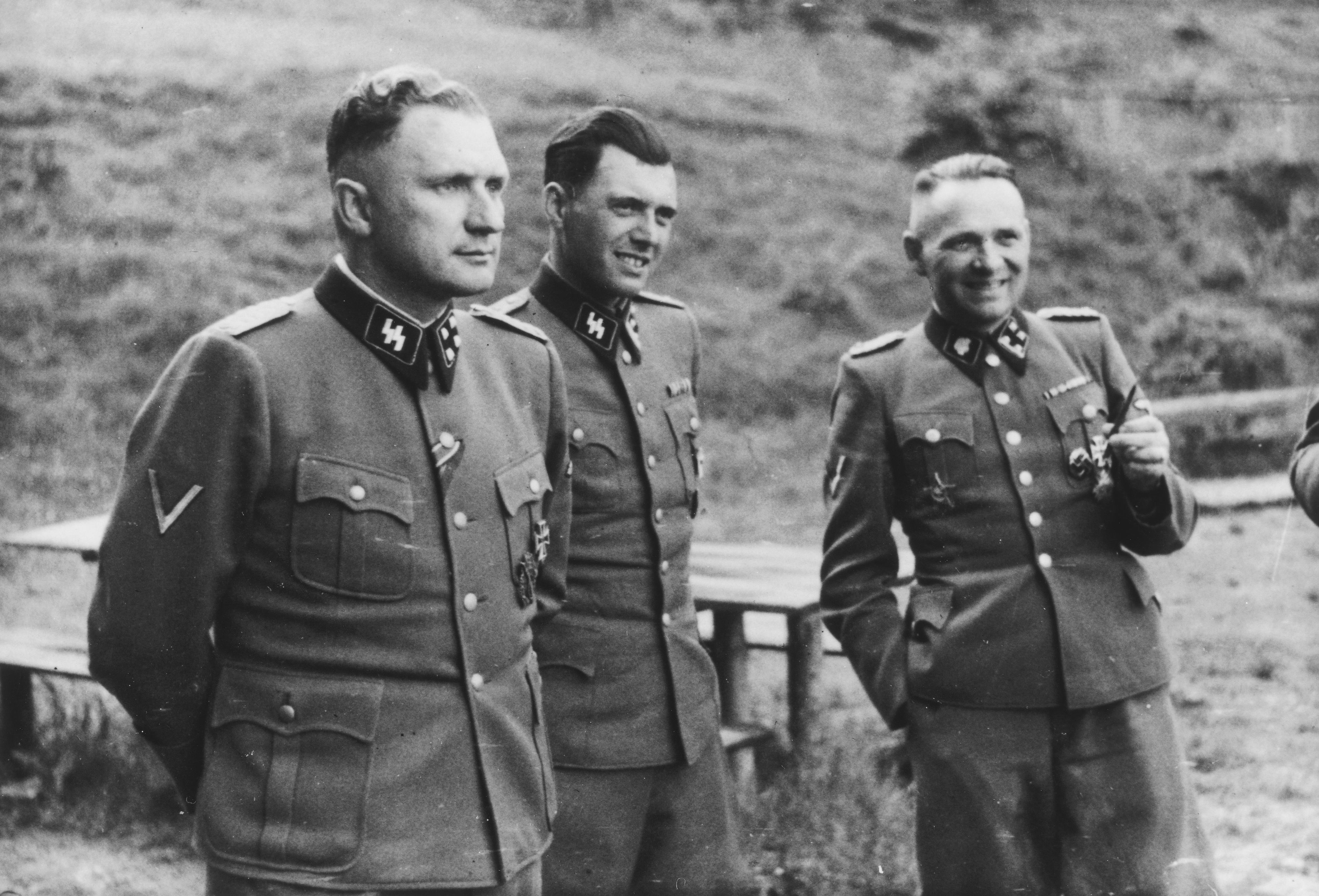
Зліва направо: Ріхард Бер, Йозеф Менгеле, Рудольф Гьосс (Аушвіц, 1944)